# 교황 빅토르 2세
교황 빅토르 2세(라틴어: Victor PP. II, 이탈리아어: Papa Vittore II)는 제153대 교황(재위: 1055년 4월 13일 - 1057년 7월 28일)이다. 본명은 게브하르트 그라프 돌른슈타인히르슈베르크(독일어: Gebhard Graf von Dollnstein-Hirschberg)이다. 황제 하인리히 3세(재위 1046-1056)로부터 지명받아 즉위한 4번째 교황이다.

## 생애
게브하르트는 신성 로마 제국의 하인리히 3세 황제의 친척인 슈바벤 백작 하르트비히의 아들로 태어났다. 라티스본의 주교 게브하르트가 강력하게 고집하여, 게브하르트는 불과 24세의 나이에 아이히슈테트의 주교로 서임되었다. 아이히슈테트의 주교로 재직하는 동안 게브하르트는 하인리히 3세를 위해 물심양면으로 지원하였으며, 황실 상서국장이 되어 그의 가장 가까운 참모 가운데 한 사람이 되었다.
교황 레오 9세가 선종하자, 일데브란도를 대표로 한 로마의 사절단이 마인츠에 있는 하인리히 3세를 찾아가서 후임 교황을 지명해 줄 것을 요청하였다. 하인리히 3세는 게브하르트를 추천하였으며, 그리하여 게브하르트는 1054년 9월 공식적으로 후임 교황으로 지명되었다. 그는 빅토르 2세라는 이름을 선택하였으며, 로마로 가서 1055년 4월 13일 성 베드로 대성전에서 교황으로 즉위하였다.
1055년 빅토르 2세는 카르카손의 에르메신데의 요청을 받아들여 간통을 저지른 바르셀로나 백작 라몬 베렝게르 1세와 리모주 백작 부인 알모디스 데 라 마르체를 파문하였다.
1055년 6월 빅토르 2세는 피렌체에서 하인리히 3세를 만나 교회회의를 소집하여, 성직자들의 결혼과 성직매매, 교회의 금전 비리를 강하게 질타하며 금지하였다. 다음해에 그는 하인리히 3세의 호출을 받고 그를 찾아가 1056년 10월 5일 그의 임종을 지켰다. 하인리히 3세는 자신이 뽑은 교황의 팔에 안겨 숨지면서 교황에게 자신의 어린 아들 하인리히와 황후 아그네스를 부탁하였다.
그리하여 하인리히 황태자의 후견인이자 그의 모후이자 섭정인 아그네스의 조언자가 된 빅토르 2세는 엄청난 권력을 손에 넣게 되었다. 그는 지역 제후들의 반란에 맞서 제국 전역의 평화를 도모하고 교황의 권위를 강화하기 위해 자신이 지닌 권력을 사용했다.

## 사망
그는 이탈리아로 돌아간 지 얼마 되지 않아 말라리아로 고생하다가 1057년 7월 28일 아레초에서 선종하였다. 빅토르 2세의 수행원들은 그의 시신을 본래 그의 주교좌였던 아이히슈테트에 묻히기를 희망하였다. 그러나 그들이 채 손을 쓰기도 전에 라벤나 시민들 일부가 빅토르 2세의 시신을 탈취하여 테오도리쿠스 대왕이 묻힌 산타 마리아 로톤다 성당에 묻어버렸다. 비록 역사적으로 지금까지 총 아홉 명의 독일인 교황이 있었지만, 현재 독일 영토에서 태어나 자란 교황은 교황 빅토르 2세와 교황 클레멘스 2세, 교황 베네딕토 16세 등 세 명 뿐이다.

## 같이 보기
- 교황 목록